# Tokyo Girl Cop
Pour plus de détails, voir Fiche technique et Distribution.
Tokyo Girl Cop (Sukeban Deka: Codename = Asamiya Saki (スケバン刑事 コードネーム=麻宮サキ)), renommé Yo-Yo Girl Cop dans les pays anglophones, est un film japonais de Kenta Fukasaku, sorti le 30 septembre 2006 au cinéma au Japon, et en DVD en France en février 2009.

## Synopsis
À la demande de l'agent gouvernemental Kazutoshi Kira, la délinquante K (ou Kei) est rapatriée des États-Unis où elle était détenue, pour reprendre l'identité et l'arme-yo-yo de l'agent secret Saki Asamiya ; elle reprend donc, 20 ans après, la suite de sa mère elle aussi incarcérée, en échange de leur libération à toutes deux, pour enquêter sur une série d'attentats-suicide commis à Tokyo par des lycéens. Elle affrontera entre autres une « sukeban deka » rebelle dans un duel au yo-yo sans pitié, scène pitch du film.

## Distribution
- Aya Matsuura : Kei, alias Saki Asamiya
- Rika Ishikawa : Reika Akiyama
- Erika Miyoshi : Kotomi Kanda
- Yui Okada : Tae Konno
- Riki Takeuchi (V. F. : Frédéric Souterelle) : Kazutoshi Kira
- Hiroyuki Nagato : Keishi Kurayami
- Shunsuke Kubozuka : Jiro Kimura
- Yuki Saito : la mère de Saki (caméo)
- Masae Ōtani : autre « sukeban deka » (caméo)

Source et légende : Version française (V. F.) sur RS Doublage

## Autour du film
C'est une adaptation de la série manga Sukeban Deka, déjà adaptée en séries télévisées et films live dans les années 1980 avec d'autres actrices. 
L'idole japonaise Aya Matsuura y incarne l'héroïne de la série, Saki Asamiya, en compagnie de quatre de ses collègues-idoles du Hello! Project : Rika Ishikawa, Erika Miyoshi et Yui Okada du groupe J-pop V-u-den, ainsi que Masae Ōtani des Melon Kinenbi dans une apparition dans l'introduction du film.
Riki Takeuchi joue le rôle du supérieur de Saki, et Yuki Saito joue brièvement celui de la mère de Saki, reprenant donc officieusement son personnage de la Saki originale de la première série télévisée et liant ainsi le film aux précédentes productions live. 
Il est à noter que la vraie identité de la mère n'est que suggérée, clin d'œil aux fans de la série télévisée originale. La chanson thème du film, Thanks!, écrite par Tsunku, est également interprétée par Aya Matsuura avec Miki Fujimoto en tant que GAM, une autre chanson du duo est présente dans le film : Shinkirō Romance, Face B de Thanks!.

## Adaptation
En 2006, une parodie érotique du film est sortie en DVD au Japon avec l’AV Idol Mihiro : Sukepan Deka: Virgin name = Moromie Saki (スケパン刑事 バージンネーム=諸見栄サキ), également édité dans les pays anglophones en 2008 sous le titre : Yo-Yo Sexy Girl Cop.